# بیمارستان عمومی بانتری
بیمارستان عمومی بانتری (به انگلیسی: Bantry General Hospital) بیمارستانی بهداشت خدمات اجرایی در شهر شهرستان کورک کشور ایرلند است و دارای ۱۰۴ تخت است.